# Lucio Annio Fabiano (cónsul 141)
Lucio Annio Fabiano (en latín: Lucius Annius Fabianus) fue un senador romano que vivió en el siglo II, y desarrolló su cursus honorum bajo Adriano, y Antonino Pío. Fue cónsul sufecto en el nundinium de noviembre-diciembre del año 141 pero se desconoce con quien ejerció la magistratura.

## Orígenes y Familia
Fabiano fue el primer representante de su familia en ingresar al Senado, un homo novus y, además, fue el primer senador conocido proveniente de la provincia de Mauretania Caesariensis. Anthony Birley especula que Fabiano pudo haber sido hijo o un pariente del equites Lucio Annio Fabiano, conocido por una inscripción recuperada en la ciudad de Caesarea en Mauretania Caesariensis. Birley también señala que Lucio Annio Fabiano,  cónsul ordinario en el año 201, era presumiblemente su nieto.

## Carrera política
Su cursus honorum está documentado en una inscripción encontrada en Ulpia Traiana Sarmizegetusa. Fabiano comenzó como miembro del vigintivirato, un primer paso preliminar y requerido para lograr la entrada en el Senado romano, sirviendo dentro de los tresviri capitalis. Sirvió como tribuno militar en la Legio II Augusta, que en ese momento estaba estacionada en la provincia de Britania; sirvió durante el mandato de Quinto Pompeyo Falcón como gobernador entre 118 y 122. A continuación, Fabiano ocupó la serie típica de magistraturas republicanas: cuestor, asignado a la ciudad de Roma; luego tribuno de la plebe, y pretor. Después de completar sus funciones como pretor, fue nombrado curator de la Vía Latina (c. 132-c. 135), luego legatus o comandante de la Legio X Fretensis estacionada en Judea (c. 135-c. 138), y finalmente gobernador de la provincia imperial de Dacia entre los años 138 y 141. A esto le siguió su consulado sufecto.
La carrera de Fabiano después de su consulado no está documentada y puede que falleciese poco después.